# Lichenomima iscuande
Lichenomima iscuande (лат.) — вид сеноедов рода Lichenomima из семейства Myopsocidae. Южная Америка: Колумбия (департаменты Нариньо). Специфический эпитет происходит от имени муниципалитета Искуанде (Iscuandé ), где был найден голотип. Мелкие насекомые, длина переднего крыла около 3 мм. Основная окраска тела коричневая. В отличие от других видов Lichenomima, имеющих удлиненную фаллосому, у этого вида гипандрий с преапикальным сужением, фаллосома с боковыми тяжами, базально сходящимися в округлую область, наружные парамеры удлиненные, более узкие дистально и слегка изогнутые внутрь, эндофаллос с удлиненным склеротизированным апикальным отростком, имеющим округлую вершину.  Заднее крыло с жилками Rs и M, соединёнными поперечной жилкой.